# Parque nacional Yacambú
El Parque nacional Yacambú es un parque nacional de Venezuela. Localizado en el sur del Estado Lara. Se extiende en la vertiente sur de la Sierra de Portuguesa, formando parte de las estribaciones montañosas de la Cordillera de los Andes.     
Fue creado en 1962 con el propósito de resguardar la cuenca del río Yacambú, cuyas aguas están destinadas a abastecer el embalse José María Ochoa Pilé, un proyecto de infraestructura que aún se encuentra en construcción. Este embalse tiene una importancia estratégica, ya que busca garantizar el suministro de agua potable para la ciudad de Barquisimeto y contribuir al desarrollo agrícola en los valles secos de Quíbor, donde se ha establecido un área de uso sostenible con fines productivos.

## Flora
Tiene una vegetación de bosques húmedos nublados en sus partes más altas, en donde predominan los árboles como el bucare, araguaney y el roble. También se encuentra un 14 % de las orquídeas conocidas en el país, es decir, unas 60 especies.

## Fauna
Presencia de mamíferos tales como: el mono araguato, los venados matacán y caramerudo, el cachicamo, el oso melero, entre las aves destaca la guacharaca, y serpientes como la cascabel y la boa constrictor.